# وی‌یوبی بانکا
وی‌یوبی بانکا (انگلیسی: Všeobecná úverová banka) شرکت خدمات مالی و بانکداری در اسلواکی است، که در سال ۱۹۹۰ تأسیس شد.